# اولسیا هودیما
اولسیا هودیما (به انگلیسی: Olesya Hudyma) همچنین به نام اولسیا پتریونا هودیما (به انگلیسی: Olesya Petrivna Hudyma) (زادۀ ۱۰ مه ۱۹۸۰ میلادی) یک نقاش مدرن اوکراینی است.

## حرفه
اولسیا هودیما در ۱۰ مه ۱۹۸۰ میلادی در ترنوپیل به دنیا آمد. در سال ۲۰۰۳ میلادی در رشتۀ روزنامه‌نگاری از دانشگاه لویو فارغ التحصیل شد. پس از آن به عنوان روزنامه‌نگار در رسانه‌های چاپی ترنوپیل مشغول به کار شد. در سال ۲۰۰۷ میلادی او روزنامه نگاری را ترک کرد تا یک نقاش تمام وقت شود.
در ۱۴ آگوست ۲۰۱۸ میلادی سرویس پست اوکراین تمبر پستی با تصویری از نقاشی اولسیا هودیما، با عنوان: «عروس» را به عنوان بخشی از مجموعۀ «عشق زندگی است» منتشر کرد.

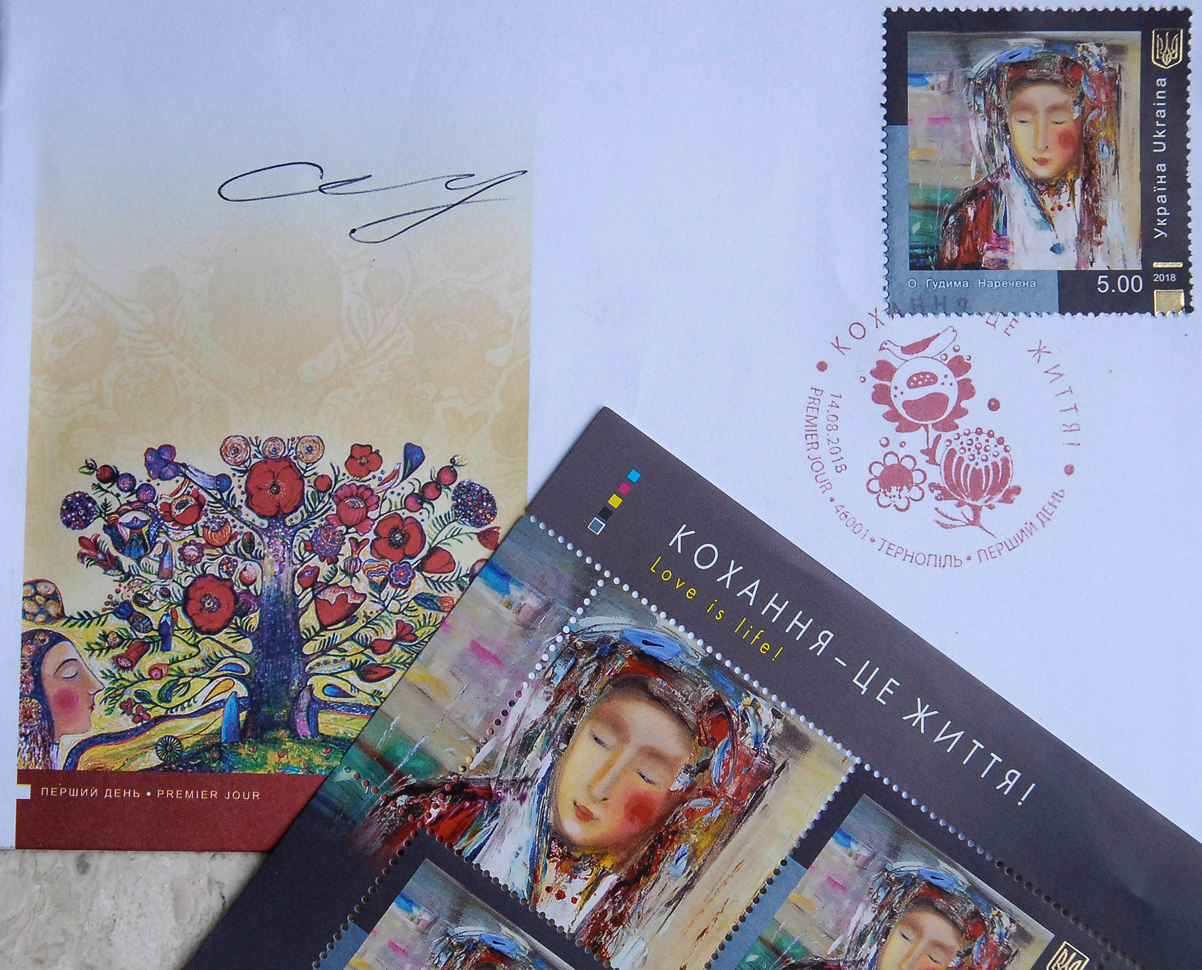
تمبر پستی «عروس» و «پاکت روز اول» با استفاده از آثار: اولسیا هودیما

تصویر دیگری از «درخت زندگی» برای روی پاکت روز اول استفاده شد.
در تابستان ۲۰۲۱ میلادی، او بوم مدونای اوکراینی را به عنوان بخشی از پروژۀ بین‌المللی هنری «دیوارنگار توسط پُست» برای گالری مرکز هنری الیزابت جونز در پورتلند، ایالات متحدۀ آمریکا خلق کرد.
با توجه به مضامین آثار هودیما در مجموعۀ نظام‌مند: "رویاها"، "گام‌ها"، "فرشتگان صلح برای اوکراین"، "مدونای اوکراینی"، "گل‌ها" که در ترکیبی التقاطی از سبک‌های هنری چون: اکسپرسیونیسم، هنر انتزاعی، نمادگرایی، هنر نائیف، ریاضیات، رئالیسم جادویی و پست‌مدرنیسم است؛ به طور کلی می‌توان آثار هنرمند را شکلی شهودی از نقاشی دانست.
آثار هنری او در مجموعه‌های خصوصی در اوکراین، ایالات متحدۀ آمریکا، کانادا، ارمنستان، انگلستان، فرانسه، آلمان، سوئیس، ایتالیا، اسپانیا و لهستان وجود دارد.

## همچنین ببینید
- زنان نقاش اوکراینی
- نقاشان معاصر اوکراینی
- نوگرایی
- پست مدرنیسم